# Tephrina lithina
Tephrina lithina là một loài bướm đêm trong họ Geometridae.